# Iuliu Moldovan
Iuliu Moldovan (n. 15 iulie 1882, Bogata, Mureș – d. 19 iulie 1966, Cluj) a fost un medic român, membru corespondent al Academiei Române (din 1920), participant la Marea Adunare Națională de la Alba-Iulia. La încheierea Primului Război Mondial, între anii 1919-1920, a organizat „Serviciul Sanitar și de Ocrotire”, din Ardeal. În 1932 a fost ales președintele ASTRA. A fost un activ participant în viața politică, fiind membru al Partidului Național Român, ulterior al Partidului Național Țărănesc., precum și fost subsecretar de stat la Ministerul Muncii Sănătății și Ocrotirilor Sociale.

## Date biografice familie și studii
Iuliu Moldovan s-a născut la data de 15 iulie 1882, în comuna Bogata de Mureș, sat Chiheru de Sus (jud. Mureș), crescând într-un mediu sacerdotal, tatăl său fiind preot. A absolvit școala primară și liceul la Mediaș. A urmat Facultatea de Medicină la Viena și Praga, fiind absolvent în anul 1906.
În paralel a studiat cursuri la Facultatea de Filosofie, de Științe naturale-biologice și Drept, aceste au contribuit substanțial la formarea sa ca om de știință.

## Viața și activitatea
În viața personală, Iuliu Moldovan a fost căsătorit cu Ecaterina Moldovan, născută Manoliu. Deși informațiile despre copiii săi sunt limitate în sursele disponibile, se știe că a avut urmași care au continuat tradiția academică și profesională a familiei. Familia sa a jucat un rol important în susținerea activităților sale profesionale și în păstrarea moștenirii sale.
La începutul carierei sale a lucrat ca medic militar la secția de dermatologie și boli venerice, pentru ca mai apoi să facă parte din Laboratorul central de bacteriologie al armatei austro-ungare (unde s-a specializat în igienă, epidemiologie și sănătate publică) Acolo a avut și activitate didactică, sub conducerea marelui imunolog, microbiolog și epidemiolog, doctorul Robert Doerr.
La începutul carierei sale a lucrat ca medic militar la secția de dermatologie și boli venerice, pentru ca mai apoi să facă parte din Laboratorul central de bacteriologie al armatei austro-ungare (unde s-a specializat în igienă, epidemiologie și sănătate publică). Acolo a avut și activitate didactică, sub conducerea marelui imunolog, microbiolog și epidemiolog, doctorul Robert Doerr.
În anii premergători Primului Război Mondial, s-a specializat la Institutul de Medicină Tropicală din Hamburg, la Institutul Pasteur din Paris, mutându-se apoi la Roma, iar mai târziu la Napoli. În iulie 1914 a fost mobilizat și numit șef igienist al unei companii austro-ungare, unde a reușit să oprească, într-un timp record, o serie de epidemii. Urmând mai apoi ca în anul 1915, Facultatea de Medicină din Viena să îl numească docent.
La 15 decembrie 1918, Iuliu Moldovan este numit secretar general al Resortului Ocrotiților Sociale din Consiliul Dirigent al Transilvaniei, care își avea sediul la Sibiu. Noua funcție i-a permis organizarea Congresului medicilor din Sibiu, al cărui președinte va deveni Iuliu Hațeganu, cu ajutorul căruia își va continua activitatea științifică în domeniul medicinei. Cei doi medici au ajuns să se împrietenească, ajungând să devină fondatorii școlii medicale și ai sănătății publice în Transilvania. Urmând ca cei doi au dat naștere și unui Colegiu format din 11 medici, care au fost însărcinați cu "cercetarea documentelor și lucrărilor pe care le vor înainta candidații la catedrele acestei facultăți...". În toamna anului 1919, Iuliu Moldovan a fost numit profesor titular la Catedra de igienă și igienă socială a boii Facultăți românești de Medicină.
În anul 1920 este ales membru corespondent al Academiei Române, făcându-se remarcat prin capacitatea sa oratorică.Sudenții îl caracterizează ca fiind un bun didact, că vorbea cu pasiune și reținea atenția auditoriului pe parcursul întregii expuneri, era blând și îngăduitor. Cerea noțiuni precise și o mare atenție igienică și nici de cum acumularea de informații inutile.

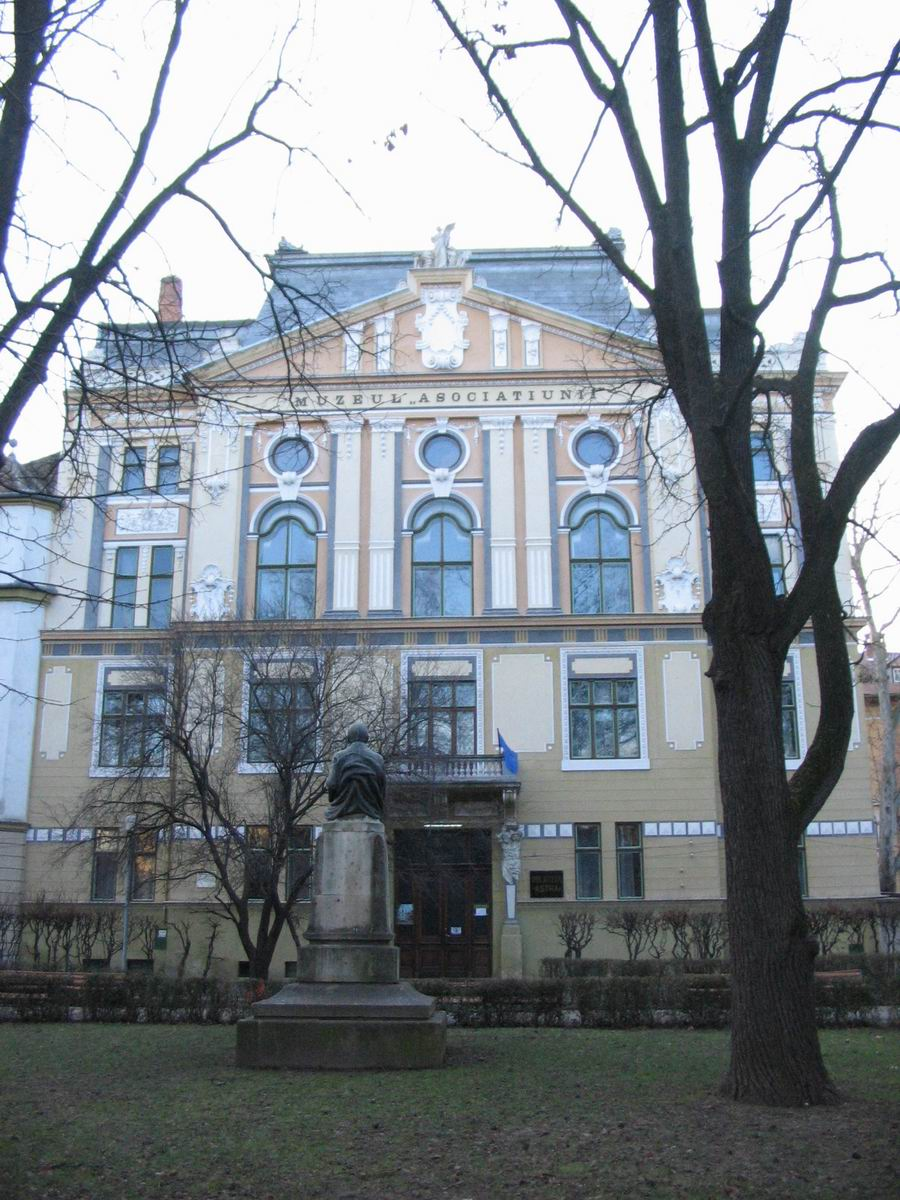
Palatul ASTRA Sibiu

Între anii 1932-1947 a fost președintele Asociației Transilvănene pentru Literatura Română și Cultura Poporului Român (ASTRA), prilej care îi va permite să își pună în aplicare unele idei cu privire la educația sanitară. Adunarea Generală de la Deva (1932) l-a ales ca președinte pe Iuliu Moldovan. „Neamul –după profesorul Iuliu Moldovan– este o comunitate de sânge, tradiții, spațiu și destin... Individul este încadrat în familie și neam prin sânge, tradiție și destin. Aceste legături nu le poate rupe nimeni decât rupând legile firești”. În perioada lui de președinție (1932-1947) au fost create școlile țărănești și organizația pentru tineri „Șoimii Carpaților” (la inițiativa lui Iuliu Hațieganu). Pentru îmbunătățirea activității Astrei a inițiat consfătuirile anuale sau bianuale cu președinții de despărțăminte. În timpul președinției sale a luat loc la Blaj, în ziua de 20 septembrie 1936, congresul general al Astrei, cu ocazia aniversării a 75 de ani de existență, la care au participat Regele Carol al II-lea al României și principele moștenitor Mihai.
A descoperit, izolat și utilizat terapeutic reticulina (1948). 
A fost unul dintre reprezentanții de frunte ai eugenismului românesc interbelic. În 1947, la vârsta de 65 de ani s-a pensionat, iar în 5 mai 1950 este arestat și internat la Sighet. Acolo se îmbolnăvește, dar nu beneficiază de tratament și asistență medicală, fiind eliberat 5 ani mai târziu, la 5 iulie 1955. La data de 19 ianuarie 1966 profesorul a decedat, fiind îngropat în Cimitirul Central din Cluj-Napoca.

### Inovații aduse
Marele Război a adus cu sine o serie de pandemii, pe care medicii aveau datoria de a le stăvili. Iuliu Moldovan a fost numit șef igienist al armatei austro-ungare, reușind într-un timp record să pună la cale un tratament care avea să diminueze aportul ratei de mortalitate din vremea războiului. În intervalul de timp 1928-1930 lucrează în cadrul Ministerului Sănătății, unde elaborează o lege, care îi va purta numele („Legea Moldovan”), ale cărei idei vor fi preluate de noile generații de medici de mai târziu.Recunoașterea contribuțiilor sale este reflectată în numeroasele lucrări și reforme pe care le-a inițiat, precum și în influența durabilă pe care a avut-o asupra sistemului de sănătate din România. Va propune numeroase direcții de cercetare în domenii precum: combaterea tuberculozei, a bolilor venerice și a mortalității infantile; nevoia creării unor lanțuri de spitale pe tot cuprinsul țării; înființarea unui institut care să se ocupe cu crearea de seruri și vaccinuri care să combată eventuale pandemii etc. În 1947 publică o lucrare de 990 de pagini care însumează 630 de articole, precum și un Tratat de igienă și sănătate publică, care nu va fi depășit multă vreme și care va funcționa ca și un sistem de referință pentru viitoarele generații de medici.

### Caracterul medicului din Mureș
Iuliu Moldovan era o personalitate care nu a trecut neobservată printre contemporanii săi, fiind un om sever, dar drept, cu o vastă cultură generală și bine pregătit în domeniul medicinei. Avea pasiune pentru pescuit, pasiune pe care o împărțea în tovărășia prietenilor lui, persoane de seamă și ei, precum: profesorul Alexandru Pop ori a doctorul Ioan Stoichiția. Stilul său de predare era unul care capta atenția, cerând mereu noțiuni precise, precum și o bună gândire igienică, nepunând accentul pe o acumulare haotică de informații inutile. În acest ambiant, studenții se simțeau mereu în largul lor, fiind întâmpinați cu cafea înaintea unui examen.
Viața și cariera lui Iuliu Moldovan reprezintă un exemplu de excelență și devotament în slujba sănătății publice și a educației medicale. Prin munca sa neobosită, Moldovan a contribuit semnificativ la îmbunătățirea condițiilor de sănătate din România și a lăsat o moștenire durabilă pentru generațiile viitoare de medici și specialiști în sănătate publică. Explorarea detaliată a vieții și activităților sale ne oferă o perspectivă profundă asupra importanței dedicării și a inovației în domeniul medical.

## Omagieri
- O stradă din Cluj-Napoca îi poartă numele: "Strada Iuliu Moldovan" (1882-1966).